# Dominique Labelle
Dominique Labelle (* 1960 in Montreal) ist eine kanadische Sopranistin und Gesangspädagogin.

## Leben
Sie studierte an der McGill University und an der Boston University.
Dominique Labelle ist international vor allem für ihre Mitwirkung und CD-Aufnahmen von Barockmusik bekannt, besonders von Händel, Bach und Vivaldi, ihr Repertoire reicht jedoch bis hin zur Neuen Musik.
1991 sang sie die Donna Anna in Mozarts Don Giovanni, in der Inszenierung von Peter Sellars, die in New York, Paris und Wien zu sehen war.
Sie sang bei den Göttinger Händelfestspielen die Titelpartie in Rodelinda (2000), die Rolle der Armida in Rinaldo (2004) und die Angelica in Orlando (2008), und wirkte in der Welterstaufführung von Händels Gloria mit (2001).
Auf der Opernbühne hat Dominique Labelle auch die Gräfin Almaviva in Mozarts Hochzeit des Figaro, die Titelpartie in Donizettis Lucia di Lammermoor und die Violetta in La Traviata gesungen.
Zu ihrem Repertoire gehören außerdem Bachs H-Moll-Messe und Matthäus Passion, Händels Belshazzar, Mozarts Requiem, Beethovens Missa solemnis und Neunte Sinfonie, Verdis Requiem,  sowie Mendelssohns Sinfonie Nr. 2 „Lobgesang“, Mahlers 2. Sinfonie, und Ravels L'Enfant et les Sortileges.
Aus dem 20. Jahrhundert hat sie Werke interpretiert wie das Stabat Mater von Francis Poulenc, Benjamin Brittens Les Illuminations, John Harbisons The Rewaking (als CD von Musica Omnia) oder Shostakovichs Seven Romances on Poetry of Alexander Blok.
Labelle hat zusammen gearbeitet mit Dirigenten wie Iván Fischer, Nicholas McGegan, Alan Curtis, Jos van Veldhoven, Jean-Marie Zeitouni, Robert Shaw, Pierre Boulez, Bernard Haitink, Christopher Hogwood, Kurt Masur, Sir Roger Norrington, Seiji Ozawa, Leonard Slatkin, Michael Tilson Thomas und David Zinman. Sie ist mit Orchestern in der ganzen Welt aufgetreten, wie dem Philharmonia Baroque Orchestra, dem Ensemble Complesso Barocco, dem Royal Concertgebouw Orchestra, dem Columbus Symphony Orchestra, dem Bach Collegium Japan, Orchestra of the Age of Enlightenment, English Concert, Gabrieli Consort, der Academy of St. Martin in the Fields, dem City of Birmingham Symphony Orchestra, Ensemble Orchestral de Paris, Melbourne Symphony, und mit den bedeutendsten amerikanischen Orchestern: dem Cleveland Orchestra, Los Angeles Philharmonic, Minnesota Orchestra, New York Philharmonic, Philadelphia Orchestra, und mit den Sinfonie-Orchestern von Atlanta, Boston, Cincinnati, Houston, Saint Louis und San Francisco.
Der Komponist Yehudi Wyner hat Dominique Labelle nicht nur bei Recitals begleitet, sondern auch einige Werke für sie komponiert.
Dominique Labelle unterrichtet Gesang an der Schulich School of Music an der McGill University, wo sie im Mai 2018 für ihre Lehrtätigkeit den Music’s Outstanding Teacher Award bekam. Sie hat außerdem Meisterklassen abgehalten an der Classical Singers Convention in Boston, an der Harvard University, dem San Francisco Conservatory, dem Smith College, dem Vassar College, und der University of Massachusetts.

## Auszeichnungen
Dominique Labelle wurde mit einer Reihe von Preisen ausgezeichnet:
- 1989 gewann sie den New England First Place und war National Council Winner.
- National Winner bei der Metropolitan Opera competition
- George London Foundation Award
- Distinguished Alumni Award der Boston University[4]
- Im Herbst 2018 wurde sie von Opera Canada mit dem Ruby Award ausgezeichnet.[1]

## Diskografie (Auswahl)

### Opern-Gesamtaufnahmen
- Wolfgang Amadeus Mozart: Don Giovanni (als Donna Anna), mit Lorraine Hunt, Herbert Perry, Eugene Perry u. a., Regie: Peter Sellars (1991/2005, Decca; DVD !)
- Antonio Vivaldi: Il Giustino (als Arianna), mit Geraldine McGreevy, u. a., Il complesso barocco, Alan Curtis (2002, Virgin Veritas)
- Georg Friedrich Händel: Deidamia (als Nerea), mit Simone Kermes, Anna Bonitatibus, Furio Zanasi u. a., Il complesso barocco, Alan Curtis (2003, Virgin Veritas)
- Georg Friedrich Händel: Radamisto (als Fraarte), mit Joyce DiDonato, Patrizia Ciofi u. a., Il complesso barocco, Alan Curtis (2005, Virgin Veritas)
- Georg Friedrich Händel: Solomon (Oratorium), mit Claron McFadden, Tim Mead u. a., Festspielorchester Göttingen, Nicholas McGegan (2007; Carus-Verlag; Live in der Dresdner Frauenkirche)
- Pierre-Alexandre Monsigny: Le Déserteur, mit William Sharp, Ann Monoyos u. a., Opera Lafayette Orchestra, Ryan Brown (2010; Naxos)
- Georg Friedrich Händel: Atalanta (Titelrolle), mit Susanne Rydén, Cécile van de Sant u. a., Philharmonia Orchestra, Nicholas McGegan (2012, Philharmonia Baroque (Naxos))
- Louis-Nicolas Clérambault: Kantaten „Orphée“, „La Magnifique“, „Medée“, „Amour piqué par une abeille“ (+ Suite in c für Cembalo), mit Music from Aston Magna, John Gibbons (2012, Centaur)
- Pierre-Alexandre Monsigny: Le Roi et le fermier, mit Opera Lafayette Orchestra, Ryan Brown (2013; Naxos)

### Anderes
- Alessandro Scarlatti: Cecilian Vespers, mit Susanne Rydén, Ryland Angel u. a., Philharmonia Chorale, Philharmonia Orchestra, Nicholas McGegan (2005, Avie)
- Johann Sebastian Bach: Cantatas BWV 49, 51 & 82, mit Florian Boesch, Musica Angelica Baroque Orchestra, Martin Haselböck (2013, United Classics)
- Moments of Love (Lieder von Ravel, Saint-Saëns, Wyner, Hahn & Britten), mit Yehudi Wyner - Klavier (2014, Bridge)
- The Handel Album, mit The Aulos Ensemble (2015, Centaur)
- Mi palpita il cor - Baroque Passions (Kantaten von Steffani, Händel und Rameau; + Instrumentalmusik von Giuseppe Sammartini und Telemann), mit Musica Pacifica (2016, Navona)
- Luigi Boccherini: Stabat mater (+ Streichquartett G-Dur op. 52,3, Streichquintett f-moll op. 42, 1), mit dem Sarasa Ensemble (2019, Naxos)

## Nachweise
1. 1 2 3 4 5 6 7 8   Biografie von Dominique Labelle auf ihrer persönlichen Website (englisch/französisch; Abruf am 21. August 2020)
2. 1 2 3 4  Dominique RequiemLabelle, Biografie auf der Website des  Carus-Verlag (Abruf am 21. August 2020)
3. 1 2  Dominique Labelle, Biografie bei Schwalbe & Partners (Memento des Originals vom 8. Juni 2019 im Internet Archive)  Info: Der Archivlink wurde automatisch eingesetzt und noch nicht geprüft. Bitte prüfe Original- und Archivlink gemäß Anleitung und entferne dann diesen Hinweis. (englisch; Abruf am 21. August 2020)
4. 1 2 3 4  Dominique Labelle, Biografie auf der Website Bach-Cantatas (englisch; Abruf am 21. August 2020)

| Personendaten    | Personendaten          |
| ---------------- | ---------------------- |
| NAME             | Labelle, Dominique     |
| KURZBESCHREIBUNG | kanadische Sopranistin |
| GEBURTSDATUM     | 1960                   |
| GEBURTSORT       | Montreal               |